# ハリカナサス
ハリカナサスはアイルランド生まれの競走馬、種牡馬。主な勝ち鞍は2006年のスーパーレイティヴステークス、2007年のローズオブランカスターステークス、アークトライアル、2009年のボスポラスカップ。
馬名は小アジアの古代ギリシア都市ハリカルナッソス（現在のトルコのボドルム）の英語表記で、ハリカナサスというカナ馬名は2007年の第27回ジャパンカップ出走時にJRAが用いた日本語表記である。

## 競走馬時代
- 特記事項なき場合、本節の出典はRacing Post[1]

2004年にアイルランドのヨーマンズタウン・ロッジスタッドによって生産され、イギリスのミック・シャノンに入厩。2006年、6月24日にニューマーケット競馬場で行われた新馬戦で、同着ながら初勝利を挙げた。7月14日に出走したスーパーレイティヴステークス (G2) で2連勝を挙げて重賞勝ち馬となったが、3か月を開けて出走した10月のデューハーストステークス (G1) でテオフィロの14着に敗れた。
2007年には5月の2000ギニーに17着、6月のジョッケクルブ賞に15着とG1で惨敗が続くが、8月のローズオブランカスターステークス (G3) で重賞2勝目を挙げた。9月21日にアークトライアル (G3) を制して重賞3勝目を挙げると、次走に日本遠征を敢行し、11月25日のジャパンカップに出走するが18頭立ての17着に惨敗した。
2008年以降は重賞勝利から遠のくが、息の長い出走を重ね、2009年にトルコの国際競走ボスポラスカップ (G2) に勝利した。2011年、3度目のボスポラスカップ遠征を前にトルコでの種牡馬入りに向けて同国のオーナーブリーダーのアトマン家が所有者となるが、同競走（5着）の後、検疫の都合でいったんイギリスに戻り、もう1戦して現役を引退した。

## 種牡馬時代
2012年にトルコで種牡馬登録された。
2023年までに9世代100頭あまりが出走しながら重賞勝ち馬が出ていなかったが、少なくなった産駒の中からマドラス（Madras）が2023年にトルコ国内G3に勝利し、2024年のエルケック・タイ・デネメ（トルコ2000ギニー）を制して産駒によるトルコ国内G1初制覇を果たした。
2024年現在、20歳の高齢ながら現役種牡馬として登録されている。

## 血統表
| ハリカナサスの血統ノーザンダンサー系 / アウトブリード | ハリカナサスの血統ノーザンダンサー系 / アウトブリード | ハリカナサスの血統ノーザンダンサー系 / アウトブリード | （血統表の出典）   | （血統表の出典） |
| 父 Cape Cross 1994 鹿毛                               | 父の父Green Desert 1983 鹿毛                          | Danzig                                                | Northern Dancer    | Northern Dancer  |
| 父 Cape Cross 1994 鹿毛                               | 父の父Green Desert 1983 鹿毛                          | Danzig                                                | Pas de Nom         |                  |
| 父 Cape Cross 1994 鹿毛                               | 父の父Green Desert 1983 鹿毛                          | Foreign Courier                                       | Sir Ivor           | Sir Ivor         |
| 父 Cape Cross 1994 鹿毛                               | 父の父Green Desert 1983 鹿毛                          | Foreign Courier                                       | Courtly Dee        |                  |
| 父 Cape Cross 1994 鹿毛                               | 父の母Park Appeal 1982 黒鹿毛                         | Ahonoora                                              | Lorenzaccio        | Lorenzaccio      |
| 父 Cape Cross 1994 鹿毛                               | 父の母Park Appeal 1982 黒鹿毛                         | Ahonoora                                              | Helen Nichols      |                  |
| 父 Cape Cross 1994 鹿毛                               | 父の母Park Appeal 1982 黒鹿毛                         | Baridaress                                            | Balidar            | Balidar          |
| 父 Cape Cross 1994 鹿毛                               | 父の母Park Appeal 1982 黒鹿毛                         | Baridaress                                            | Innocence          |                  |
| 母 Launch Time 1991 鹿毛                              | 母の父Relaunch 1976 芦毛                              | In Reality                                            | Intentionally      | Intentionally    |
| 母 Launch Time 1991 鹿毛                              | 母の父Relaunch 1976 芦毛                              | In Reality                                            | My Dear Girl       |                  |
| 母 Launch Time 1991 鹿毛                              | 母の父Relaunch 1976 芦毛                              | Foggy Note                                            | The Axe            | The Axe          |
| 母 Launch Time 1991 鹿毛                              | 母の父Relaunch 1976 芦毛                              | Foggy Note                                            | Silver Song        |                  |
| 母 Launch Time 1991 鹿毛                              | 母の母Pride's Palace 1975 鹿毛                        | Majestic Prince                                       | Raise a Native     | Raise a Native   |
| 母 Launch Time 1991 鹿毛                              | 母の母Pride's Palace 1975 鹿毛                        | Majestic Prince                                       | Gay Hostess        |                  |
| 母 Launch Time 1991 鹿毛                              | 母の母Pride's Palace 1975 鹿毛                        | Prides Profile                                        | Free America       | Free America     |
| 母 Launch Time 1991 鹿毛                              | 母の母Pride's Palace 1975 鹿毛                        | Prides Profile                                        | Hillbrook F-No.4-r |                  |